# Судебная система Кыргызстана
Судебная система Кыргызстана — система органов государственной власти (судов), осуществляющих правосудие на территории Кыргызской Республики в соответствии с Конституцией республики и другими законами.
Судебная система Кыргызстана состоит из ряда судов в иерархической структуре:
- Верховный суд Кыргызстана
- Военные суды Кыргызстана (до декабря 2016 года)
- Апелляционные суды второй инстанции областного уровня
- Местные суды первой инстанции (78 судов)[1]

Кроме того, вне формальной правовой иерархии существуют неформальные способы разрешения споров, которые судят судебные старейшины (аксакалы). Конституционный суд был упразднён с принятием Конституции 2010 года, а его полномочия были переданы Верховному Суду.

## История
Судебная система Киргизской ССР сформировалась в советский период. Она строилась согласно административно-территориальному устройству республики, как трёхзвенная, состоящая из Верховного суда Кыргызской ССР, местных судов двух инстанций (суд первой инстанции — районные суды, районные суды в городе, городские суды, военные суды гарнизонов; суд второй инстанции — областные суды, Бишкекский городской суд, Военный суд Киргизской ССР).
Закономерным развитием кыргизского государства стало принятие 15 декабря 1990 года «Декларации о государственном суверенитете», в которой Кыргызстан объявлялся независимым, суверенным государством. Позже Постановлением № 577-ХІІ Верховного Совета Кырызской Республики от 31 августа 1991 года был принят «Декрет о государственной независимости Республики Кыргызстан». Государство само могло развивать свою «государственную машину», одним из институтов которой является судебная система. Через неё государство реализует свою волю, принимая законы и следя за их выполнением. Закономерное развитие государства вело к развитию судебной системы.
Судебная система в Кыргызской Республике была создана с принятием Конституции Кыргызстана 1993 года. Были созданы Конституционный суд КР и Высший Арбитражный суд КР. Все суды после этого можно было структурировать в три подсистемы (блока). В первый вошёл Конституционный суд КР, во второй — Верховный суд КР и суды общей юрисдикции, в третий — Высший Арбитражный суд и система арбитражных судов.
Правовой базой становления судебной системы в Кыргызской Республике стали следующие нормативные документы: Конституция Кыргызской Республики, принятая 5 мая 1993 года парламентом страны. В частности, в статье 79 говорилось:
- 1. Правосудие в Кыргызской Республике осуществляется только народом.
- 2. Судами Кыргызской Республики являются Конституционный суд Кыргызской Республики, Верховный суд Кыргызской Республики и местные суды (суды областей, г. Бишкек, арбитражные суды областей и г. Бишкек, военные суды), создание и учреждение чрезвычайных и специальных судов и должностей судей не допускается.

Арбитражный суд сначала был отнесён к местным судам, а затем выделен в отдельный блок. Структура всей судебной системы Кыргызской Республики в целом и её подсистем определена в Конституции КР и законах «О Конституционном суде КР», «О Конституционном судопроизводстве в Кыргызской Республике». Кроме этого были приняты Закон «О Верховном суде Кыргызской Республики и местном суде общей юрисдикции», Конституционный закон «О статусе судов Кыргызской Республики» и Закон «О системе арбитражных судов в Кыргызской Республике».
В Главе VI Конституции 1993 года определено место, занимаемое высшими судами в судебной системе в целом, и место всех других судов. Определён статус Конституционного суда КР, сформулированы его задачи и цели как судебного органа, призванного контролировать конституционность законов и иных правовых актов. Этот суд занимает особое место.
Конституционному суду КР напрямую не подчинялись никакие суды, хотя его решения имели существенное значение для всех других судов Кыргызстана и тем самым влияли на судебную практику. Пример этому — обращение в Конституционный суд КР в 2008 году о неконституционности подпункта 4 пункта 1 статьи 41 Закона КР «О верховном суде Кыргызской Республики…» и его противоречии пункту 4 ст. 15 и пункту 1 ст. 18 Конституции КР. Этот подпункт гласил, что судебные дела с жалобами и представлениями, поступавшие в ВС КР, «за исключением судебных дел, по которым при повторном обращении с жалобами отказано в возбуждении надзорного производства в Верховном суде КР, в соответствии с положениями законов Кыргызской Республики, действовавшими в силу настоящего Закона», не могли быть рассмотрены. После отмены данного подпункта граждане Кыргызской Республики повторно подавали жалобы в Верховный суд КР, и они были рассмотрены в надзорном производстве.
По Конституции КР 1993 года Верховный суд КР и Высший Арбитражный суд КР имели свои подсистемы. В статье 33 Закона КР «О Верховном суде Кыргызской Республики и местных судах общей юрисдикции» указывалось: «Верховный КР и местные (районные, городские суды, военные суды гарнизонов, областные суды, Военный суд КР, Бишкекский городской суд), осуществляющие правосудие по гражданским, уголовным и административным делам, составляют систему судов общей юрисдикции». Иногда эти суды называют общими, или гражданскими, судами. Особую ветвь во втором блоке образуют военные суды. Их не относят к числу общих гражданских судов, поскольку им подведомственны только те дела, которые затрагивают интересы военнослужащих, вооружённых сил и других воинских структур. Их компетенция определялась статьёй 47 Закона КР «О Верховном суде Кыргызской Республики и местных судах общей юрисдикции». В законе указывалось: «В Кыргызской Республике действуют Военный суд Кыргызской Республики на правах областного суда и военные суды гарнизонов на правах районных судов».
Систему арбитражных судов Кыргызской Республики в соответствии с Конституцией 1993 года (и последующими изменениями) образовали: Высший Арбитражный суд Кыргызской Республики, арбитражные суды областей и города Бишкек (статья 84 Конституции КР 1993 года).
Конституционный суд КР занимал обособленное положение в кыргызской судебной системе. Заложенная в указанных законах 1993 года модель Конституционного правосудия соответствует континентальной классической форме конституционного контроля.
Это был начальный период судебной реформы. Многие судьи и учёные-правоведы полагали, что существующая судебная система в Кыргызской Республике довольно проста, но она «не соответствует понятию единства, так как имеется несколько видов судов, нет единого высшего судебного органа. Тем не менее, можно говорить о ней как о единой системе судебных органов». Всё это привело ко второму этапу судебной реформы, внёсшему значительные изменения в судебную систему Кыргызской Республики, которые в научной литературе получили название «Структурное реформирование». Оно началось в 2004 году. Произошёл процесс интеграции арбитражных судов и судов общей юрисдикции. В Верховном суде Кыргызской Республики были созданы коллегии по гражданским, уголовным, административным и экономическим делам. Председатели коллегий стали заместителями председателя ВС КР.
Такие же коллегии были созданы при областных судах в Бишкекском городском суде. К судам первой инстанции добавился Межрайонный суд по экономическим делам, ему же были переданы функции рассмотрения административных дел.
В ряде новых редакций Конституции КР (изменения вносились в 1994, 1996, 1998, 2003 и 2007, 2010 и 2021 годах) предусматривалась возможность создания специализированных судов. Речь шла о создании административных судов, но все это носило и носит декларативный характер. Был разработан проект Закона «Об административном суде Кыргызской Республики», но этот Закон не был принят, и эти функции выполняют Межрайонные суды по экономическим делам.
В части 3 статье 93 Конституции КР 2010 года указывается: «Судебная система в КР устанавливается Конституцией и законами, состоит из Верховного суда и местных судов. В составе Верховного суда действует Конституционная палата. Законом могут учреждаться специализированные суды. Создание чрезвычайных судов не допускается». Это нашло отражение и в Законе КР «О Верховном суде КР и местных судах» от 18 июля 2003 года (в редакциях 10 июля 2004 года — 13 июня 2011 года нет упоминания о специализированных судах, но в Конституционном законе КР «О статусе судьёй КР» от 9 июля 2008 года (в последующих редакциях № 6 от 19 января 2010 года, № 162 от 10 августа 2010 года) в абзаце 4 п. 1 ст. 1 говорится о специализированных судах, учреждённых законом).
Один из ведущих практиков, учёный-правовед, бывший председатель Верховного суда Кыргызской Республики К. Э. Осмонов обосновывает это положение так:
Вместе с тем хотелось бы отметить, что создать на практике новый суд не так-то просто. Существуют масса объективных проблем. Это и необходимость решения финансовых и иных материально-технических вопросов, это и подбор судейских кадров, и многое другое. Поэтому Верховный суд предлагает создание специализированных административных судов осуществить на базе существующих ресурсов судебной системы. А до их реального учреждения отработать правила и процедуры их деятельности в рамках действующих местных судов. По вопросу создания иных специализированных судов замечу, что не содержит запретов ни Конституция КР, ни действующее законодательство. И, вполне возможно, отработав все вопросы деятельности административных судов, проанализировав их судебную практику, государство придет к мысли о необходимости учреждения и других судов, имеющих специальную юрисдикцию.
Третий этап судебной реформы начался в Кыргызстане в 2010 году. При этом основной упор делался на создание новой нормативной базы и отбор судебных кадров. Реформирование судебной системы привело к следующему заключению — создавать новые суды можно, только создав новую нормативную базу и имея подготовленный кадровый состав судей. На третьем этапе был расформирован Конституционный суд КР. Декретом Временного правительства Кыргызстана от 12 апреля 2010 года «О расформировании Конституционного суда КР» он прекратил свое существование. В Декрете даны обоснования расформирования Конституционного суда КР. Вывод сделан однозначный: «Действия Конституционного суда КР по укреплению власти одного лица привели к событиям 6-7 апреля 2010 года и падению антинародного режима Бакиева К. С.».
Вместо Конституционного суда КР было решено создать Конституционную палату при Верховном суде КР. В статье 93 части 3 Конституции КР записано: «В составе Верховного суда действует Конституционная палата». Но только через год — 13 июня 2011 года — был принят новый Закон «О Конституционной палате Верховного суда КР». В данном законе записано, что Конституционная палата ВС КР является высшим судебным органом, самостоятельно осуществляющим Конституционный контроль посредством Конституционного производства (статья 1 закона). В части 3 статьи 53 закона отмечается: «Конституционная палата является правопреемником Конституционного суда КР. Материальные гарантии независимости Конституционного суда, установленные до вступления в силу настоящего Конституционного закона, в том числе и отдельное здание, ранее занимаемое Конституционным судом КР, сохраняется за Конституционной палатой…». Фактически лишь изменился некоторый порядок подачи документов, осталась функция Конституционного контроля посредством Конституционного судопроизводства. При этом контроль носит централизованный характер.
Сложившийся порядок отбора судьей в Конституционную палату ВС КР привел к тому, что к 2013 году не было избрано 11 судей: председатель, заместитель председателя и 9 судьей, и Конституционная палата ВС КР до сих пор не приступила к работе. Законом КР «О статусе судьей КР» предусмотрено, что судьи КП ВС КР «избираются Жогорку Кенешем по представлению Президента, основанному на предложении Совета по отбору судьей, с учётом гендерного представительства не более 70 % лиц одного пола; судьи КП ВС КР избираются в первый раз сроком на 7 лет, а в последующем до достижения предельного возраста, установленного Конституцией (то есть до 70 лет)».
На основании Положения «О совете по судебной реформе при Президенте КР», утвержденного Указом Президента КР от 8 августа 2012 года, Совет по судебной реформе при Президенте КР является совещательным и консультативным органом при Президенте КР по вопросам судебной реформы. Задачи у Совета немалые, это прежде всего подготовка предложений по приоритетным направлениям проводимой в стране судебной реформы, обеспечение согласованных действий государственных органов по подготовке и принятию нормативных и правовых актов, регулирующих организацию и порядок деятельности судов, правоохранительных органов, статус судей. От деятельности этого Совета зависит вся судебная реформа и её роль в изменении и совершенствовании судебной системы в КР.
Проведение судебной реформы в суверенном Кыргызстане было велением времени. Социальноэкономические изменения в стране оказали влияние и на «государственную машину», частью которой является судебная система. Судебная система Кыргызстана сохранила «звенья судебной системы», возникшие в советский период, то есть районные (городские) суды как основное звено; областные суды, Бишкекский городской суд, военный суд КР как среднее звено и Верховный суд КР как высшее звено. В процессе реформирования возник новый вид в местном судопроизводстве — межрайонные суды по экономическим делам, которым передано и административное производство. В процессе реформирования судебной системы изменилась сама система. Был создан Конституционный суд КР, а затем Конституционная палата при Верховном суде КР. Отбор судей также предусматривает участие не только двух ветвей власти — законодательной и исполнительной, но и гражданского общества.

## Судебная власть
- Статья 94.
  - 1. Правосудие в Кыргызской Республике осуществляется только судом. В предусмотренных законом случаях и порядке граждане Кыргызской Республики имеют право участвовать в отправлении правосудия.
  - 2. Судебная власть осуществляется посредством конституционного, гражданского, уголовного, административного и иных форм судопроизводства, предусмотренных законом.
  - 3. Судебная система Кыргызской Республики устанавливается Конституцией и законами; состоит из Конституционного суда, Верховного суда и местных судов. Законом могут учреждаться специализированные суды. Создание чрезвычайных судов не допускается.
  - 4. Порядок организации и деятельности судов определяется конституционным законом.
- Статья 95.
  - 1. Судьи независимы и подчиняются только Конституции и законам.
  - 2. Судья обладает правом неприкосновенности и не может быть задержан или заключён под стражу, подвергнут обыску или личному досмотру, кроме случаев, когда он был застигнут на месте совершения преступления.
  - 3. Никто не вправе требовать от судьи отчёта по конкретному судебному делу.
  - Запрещается всякое вмешательство в деятельность по осуществлению правосудия. Лица, виновные в воздействии на судью, несут ответственность, предусмотренную законом.
  - 4. Судья обеспечивается соответственно его статусу социальными, материальными и иными гарантиями его независимости.
  - 5. Судьёй Конституционного суда может быть гражданин Кыргызской Республики не моложе 40 лет и не старше 70 лет, имеющий высшее юридическое образование и стаж работы по юридической профессии не менее 15 лет.
  - Судьёй Верховного суда может быть гражданин Кыргызской Республики не моложе 40 лет и не старше 70 лет, имеющий высшее юридическое образование и стаж работы по юридической профессии не менее 15 лет, в том числе судьёй не менее 5 лет.
  - 6. Судьи Конституционного суда и Верховного суда избираются до достижения предельного возраста.
  - 7. Председатели Конституционного суда и Верховного суда назначаются Президентом по предложению Совета судей и с согласия Жогорку Кенеша из числа судей Конституционного суда и Верховного суда сроком на 5 лет.
  - Заместители председателей Конституционного суда и Верховного суда назначаются Президентом по представлению председателя Конституционного суда и Верховного суда сроком на 5 лет.
  - 8. Судьёй местного суда может быть гражданин Кыргызской Республики не моложе 30 лет и не старше 65 лет, имеющий высшее юридическое образование и стаж работы по юридической профессии не менее 5 лет.
  - Судьи местных судов назначаются Президентом по представлению Совета по отбору судей в первый раз сроком на 5 лет, а в последующем — до достижения предельного возраста. Порядок представления и назначения судей местных судов определяется конституционным законом.
  - Из числа судей местных судов председатель Верховного суда назначает председателей местных судов и их заместителей сроком на 5 лет.
  - 9. Статус судей Кыргызской Республики определяется конституционным законом, которым могут быть установлены дополнительные требования к кандидатам на должности судей и определённые ограничения для судей Верховного суда, Конституционной палаты Верховного суда и местных судов.
- Статья 96.
  - 1. Судьи всех судов Кыргызской Республики занимают свои должности и сохраняют свои полномочия до тех пор, пока их поведение является безупречным. Нарушение требований безупречного поведения судьи является основанием для привлечения судьи к ответственности в порядке, определяемом конституционным законом.
  - 2. В случае нарушения требований безупречности судья местного суда освобождается от должности по предложению Совета судей в соответствии с конституционным законом.
  - По указанным основаниям судьи Конституционного суда и Верховного суда могут быть досрочно освобождены от занимаемой должности Жогорку Кенешем большинством не менее двух третей голосов от общего числа депутатов Жогорку Кенеша по представлению Президента, за исключением случаев, указанных в Конституции.
  - Освобождение от должности судей местных судов в случаях, указанных в Конституции, осуществляется Президентом по представлению Совета судей.
  - Лицо, освобождённое от должности судьи в связи с нарушением им требований безупречности, не имеет права занимать в дальнейшем должности судьи и должности в правоохранительных органах, установленные законом, и лишается права пользования льготами, установленными для судей.
  - 3. Полномочия судьи прекращаются по предложению Совета судей органом, назначившим его в соответствии с конституционным законом, со дня наступления следующих оснований:
  -  — смерть судьи;
  -  — достижение предельного возраста;
  -  — добровольный уход в отставку или перевод на другую работу;
  -  — объявление его умершим или безвестно отсутствующим;
  -  — признание недееспособным;
  -  — выход из гражданства или приобретение гражданства другого государства;
  -  — в иных случаях, не связанных с нарушением требований безупречного поведения.
  - 4. Временное отстранение от должности, привлечение судей к уголовной и иной ответственности допускается с согласия Совета судей в порядке, определяемом конституционным законом.
  - 5. Отбор кандидатов на должности судей местных судов осуществляется Советом по делам правосудия в порядке, определяемом конституционным законом.
  - 6. Перевод (ротация) судьи местного суда осуществляется Президентом по представлению председателя Верховного суда в порядке и случаях, определяемых конституционным законом.
  - 7. Совет по делам правосудия формируется из числа судей, составляющих не менее двух третей его состава, представителей Президента, Жогорку Кенеша, Народного Курултая и юридической общественности, составляющих одну треть его состава.
  - 8. Организация и деятельность Совета по делам правосудия, его полномочия и порядок формирования определяются конституционным законом.
- Статья 97.
  - 1. Конституционный суд является высшим органом судебной власти, осуществляющим конституционный контроль посредством конституционного судопроизводства в целях защиты основ конституционного строя, основных прав и свобод человека и гражданина, обеспечения верховенства и прямого действия Конституции.
  - 2. Конституционный суд:
  - 1) даёт официальное толкование Конституции;
  - 2) разрешает дела о соответствии законов и иных нормативных правовых актов Кыргызской Республики Конституции;
  - 3) даёт заключение о конституционности не вступивших в силу международных договоров, участницей которых является Киргизская Республика;
  - 4) разрешает споры о компетенции между ветвями государственной власти;
  - 5) даёт заключение к проекту закона об изменениях и дополнениях в настоящую Конституцию;
  - 6) даёт заключение о соблюдении установленного порядка выдвижения обвинения против Президента.
  - 3. Каждый вправе оспорить конституционность закона и иных нормативных правовых актов, если считает, что ими нарушаются права и свободы, признаваемые Конституцией.
  - 4. Решение Конституционного суда является окончательным и обжалованию не подлежит.
  - 5. Установление Конституционным судом неконституционности законов или их положений отменяет их действие на территории Кыргызской Республики, а также отменяет действие других нормативных правовых актов, основанных на законах или их положениях, признанных неконституционными, за исключением судебных решений.
  - Установление Конституционным судом неконституционности подзаконных актов или их частей отменяет их действие на территории Кыргызской Республики.
  - 6. Судебные решения, основанные на нормах законов, признанных неконституционными, пересматриваются судом в каждом конкретном случае по жалобам граждан, чьи права и свободы были затронуты.
  - 7. Состав и порядок формирования Конституционного суда, а также порядок осуществления конституционного судопроизводства определяются конституционным законом.
- Статья 98.
  - 1. Верховный суд Кыргызской Республики является высшим органом судебной власти.
  - 2. Верховный суд осуществляет пересмотр судебных решений по обращениям участников судебного процесса по гражданским, уголовным, экономическим, административным и иным делам в порядке, определяемом законом.
  - 3. Пленум Верховного суда даёт разъяснения по вопросам судебной практики, которые обязательны для всех судов и судей Кыргызской Республики.
  - 4. Решения Верховного суда являются окончательными и обжалованию не подлежат.
- Статья 99.
  - 1. Государство обеспечивает финансирование и надлежащие условия для функционирования судов и деятельности судей.
  - Финансирование судов производится за счёт средств республиканского бюджета и должно обеспечивать возможность полного и независимого осуществления правосудия.
  - 2. Бюджет судебной системы формируется судебной властью самостоятельно и включается в республиканский бюджет.
- Статья 100.
  - 1. Разбирательство дел во всех судах осуществляется открыто. Слушание дела в закрытом заседании допускается лишь в случаях, предусмотренных законом. Решение суда объявляется публично.
  - 2. Заочное разбирательство дел в судах не допускается, кроме случаев, предусмотренных законом.
  - 3. Судопроизводство осуществляется на основе равноправия и состязательности сторон.
  - 4. Отмена, изменение или приостановление судебного решения осуществляются судом в установленном законом порядке.
  - 5. Процессуальные права участников судебного процесса, а также права лиц, чьи права и интересы были затронуты решениями судов, в том числе право на обжалование решений, приговоров, а также порядок их осуществления определяются законом.
- Статья 101.
  - 1. Вступившие в законную силу решения судов Кыргызской Республики обязательны для всех государственных органов, органов местного самоуправления, юридических лиц, общественных объединений, должностных и физических лиц и подлежат исполнению на всей территории республики.
  - 2. Суд осуществляет контроль за исполнением судебных решений и частных определений, принятых им.
  - 3. Неисполнение, ненадлежащее исполнение либо воспрепятствование исполнению судебных решений влекут установленную законом ответственность.
- Статья 102.
  - 1. Суд не вправе применять нормативный правовой акт, противоречащий Конституции.
  - 2. Если при рассмотрении дела в любой судебной инстанции возник вопрос о конституционности закона или иного нормативного правового акта, от которого зависит решение дела, суд направляет запрос в Конституционный суд.
- Статья 103.
  - 1. Для решения вопросов внутренней деятельности судов действует судейское самоуправление.
  - 2. Органами судейского самоуправления в Кыргызской Республике являются Съезд судей, Совет судей и собрание судей.
  - Съезд судей является высшим органом судейского самоуправления.
  - Совет судей является выборным органом судейского самоуправления, действующим в период между съездами судей и осуществляющим защиту прав и законных интересов судей, рассмотрение вопросов о привлечении судей к дисциплинарной ответственности, контроль за формированием и исполнением бюджета судов, организацию обучения и повышения квалификации судей.
  - Собрание судей является первичным органом судейского самоуправления.
  - 3. Организация и порядок деятельности органов судейского самоуправления определяются законом.
- Статья 104.
  - Правосудие отправляется бесплатно в предусмотренных законом случаях, а также в любом случае, когда участвующие в судебном разбирательстве лица предъявят доказательства, что не имеют достаточных средств для его ведения.